# Saint-Pierre-de-Coutances
Saint-Pierre-de-Coutances is een gemeente in het Franse departement Manche (regio Normandië) en telt 318 inwoners (1999). De plaats maakt deel uit van het arrondissement Coutances.

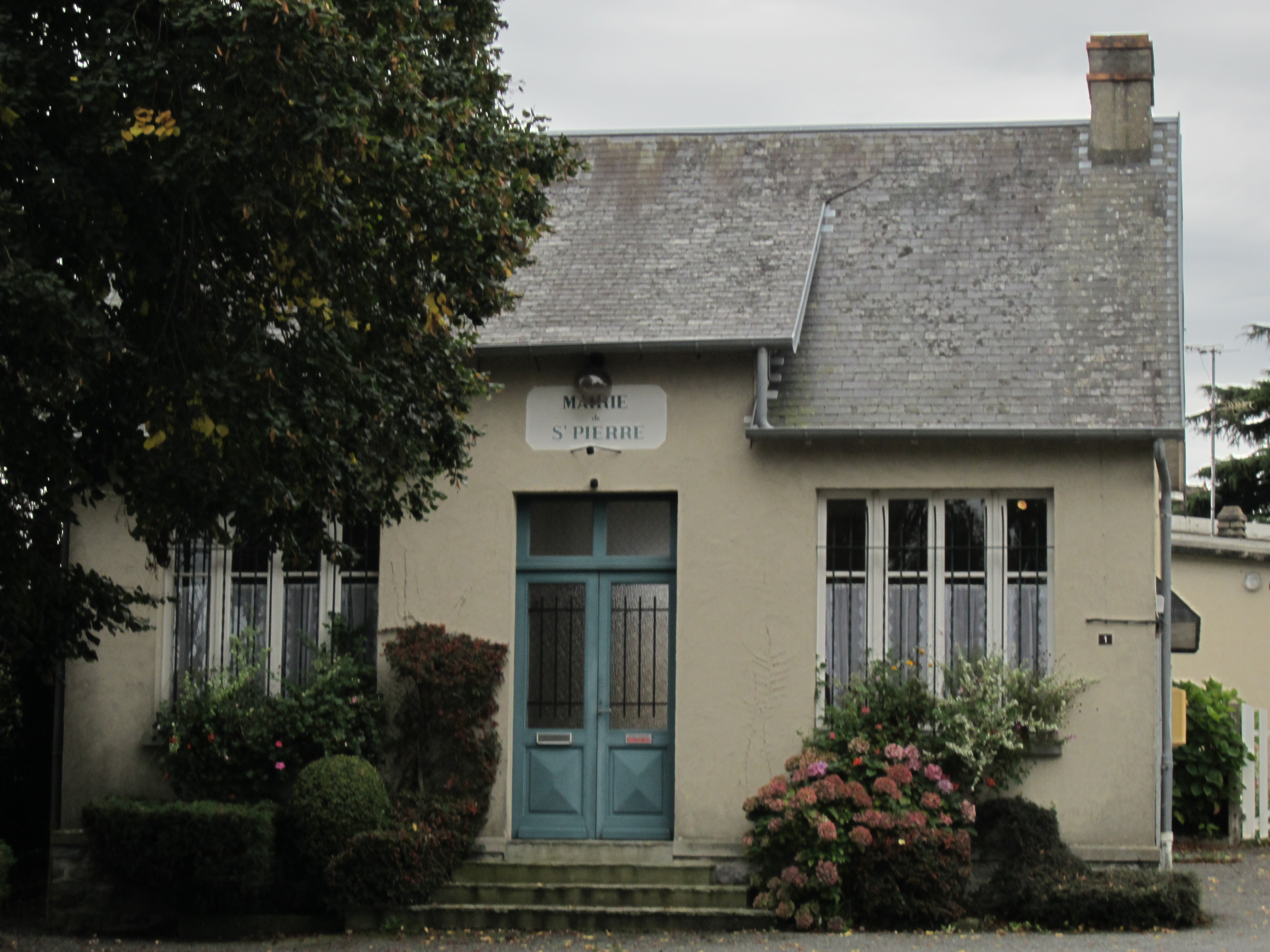
Gemeentehuis
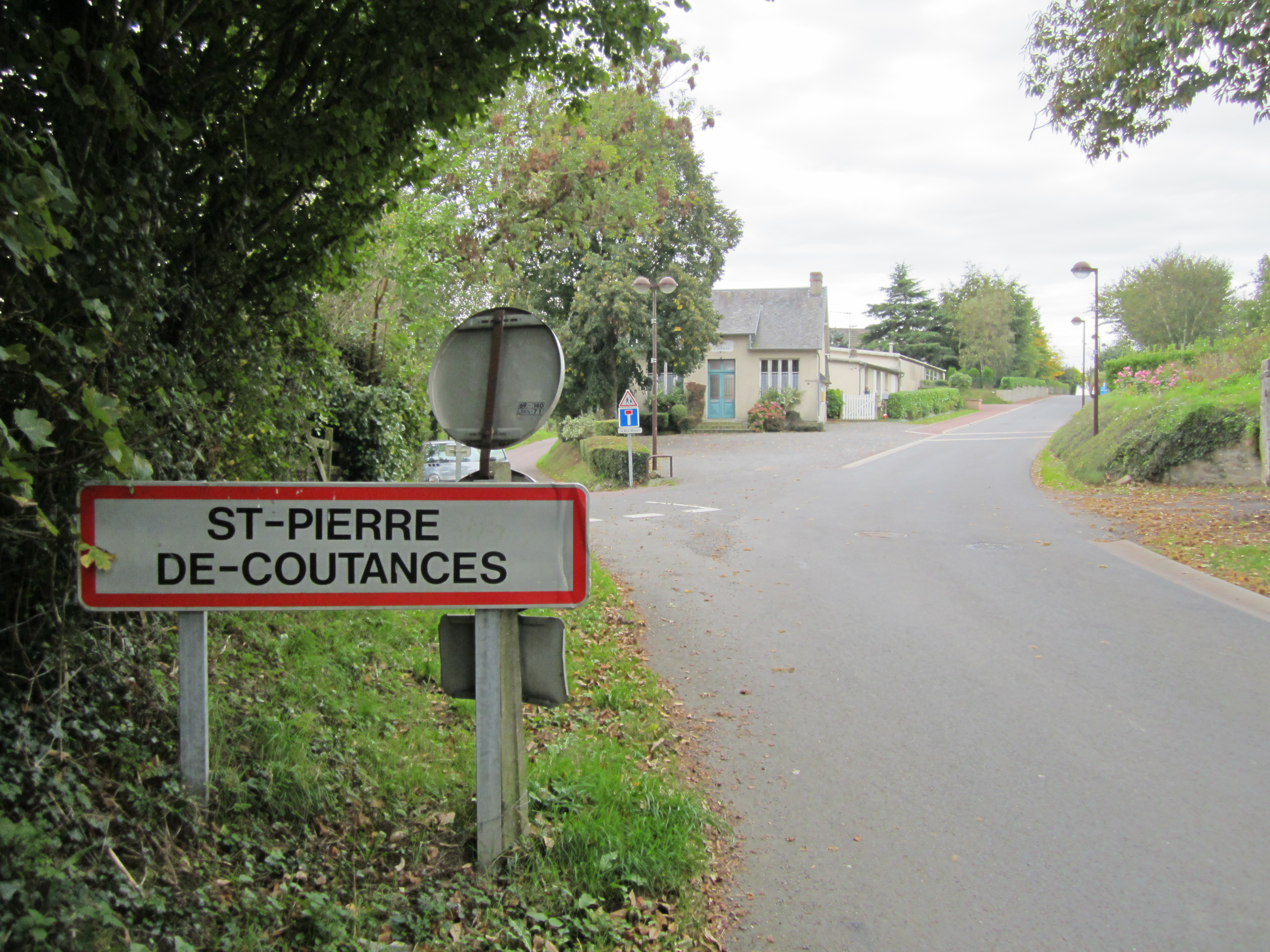
Saint-Pierre-de-Coutances

## Geografie
De oppervlakte van Saint-Pierre-de-Coutances bedraagt 4,1 km², de bevolkingsdichtheid is 77,6 inwoners per km².
De onderstaande kaart toont de ligging van Saint-Pierre-de-Coutances met de belangrijkste infrastructuur en aangrenzende gemeenten.

## Demografie
Onderstaande figuur toont het verloop van het inwonertal (bron: INSEE-tellingen).

1. ↑  Populations de référence 2022.